# Hermann Poling

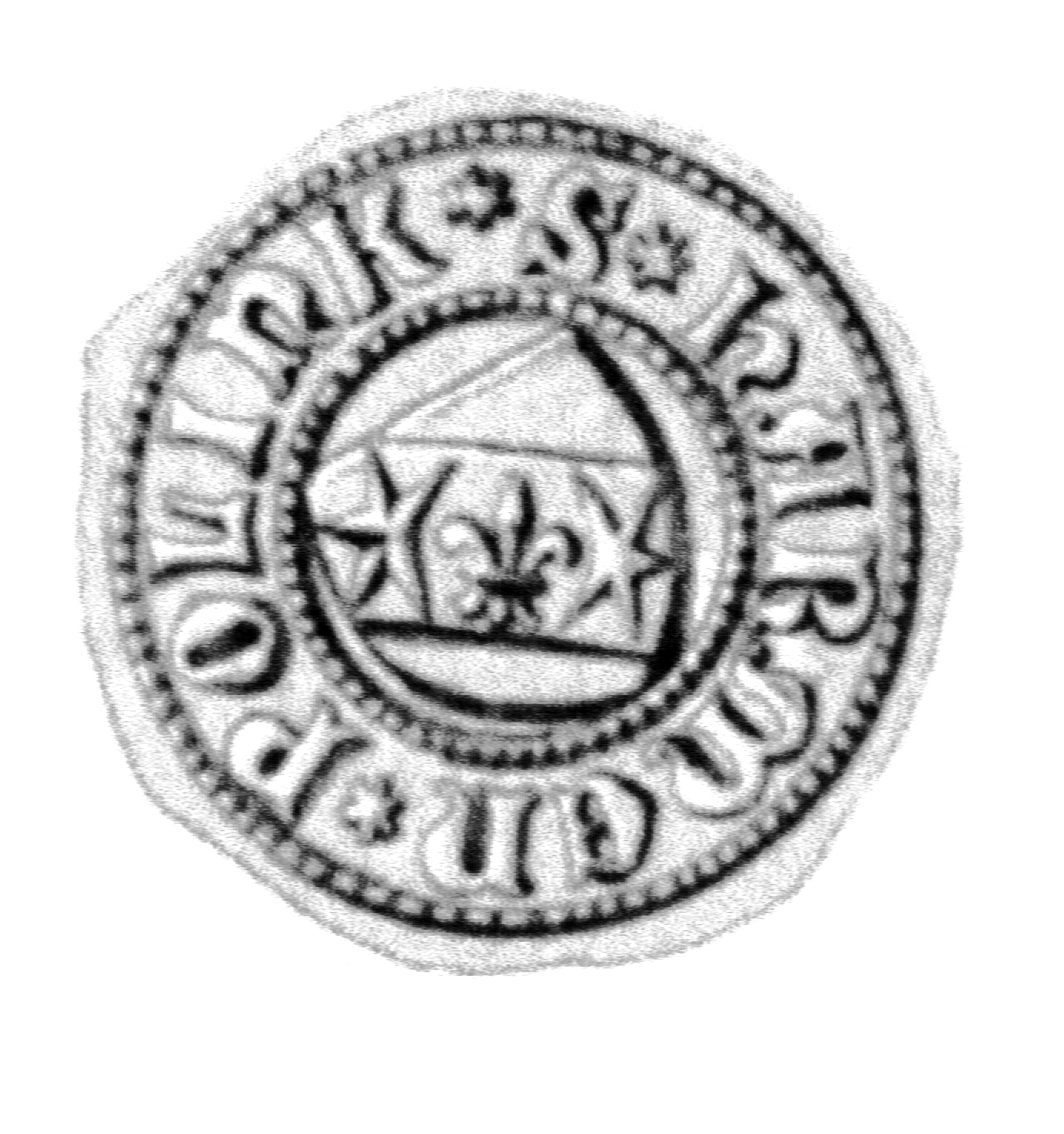
Siegel des Hermann Poling

Hermann Poling (bl. 1402 – nach 1416) war ein deutscher Goldschmied und Bürgermeister der Hansestadt Lübeck.

## Leben
Hermann Poling war Sohn des Lübecker Metallarbeiters Nikolaus Poling. Im Zuge der bürgerschaftlichen Unruhen in Lübeck zu Beginn des 15. Jahrhunderts wurde der Goldschmied Poling nach Vertreibung des Alten Rates vom Neuen Rat im Jahr 1413 zu einem der Bürgermeister der Stadt bestellt. In Testamenten Lübecker Bürger wird er vor 1416 in zwei Fällen als Vormund aufgeführt. 1416 beteiligte er sich im Vorfeld der Rückkehr des Alten Rates in die Stadt  an dagegen gerichteten Handwerkeraufständen. Wie Heyno Sobbe wurde er auf Anregung des von König Sigismund nach Lübeck entsandten Königlichen Gesandten Jakob von Zedlitz in Haft genommen, aber anders als sein Berufskollege nicht hingerichtet, sondern der Stadt verwiesen. Er leistete am 6. Juni 1416 Urfehde. Nachdem er zunächst nach Perleberg gegangen war, wo die Lübecker ebenfalls seine Ausweisung verlangten, suchte er Schutz am Hofe des Markgrafen Friedrich I. von Brandenburg. Dieser setzte sich beim Lübecker Rat erfolglos für eine Rückkehrmöglichkeit Polings nach Lübeck ein.
Poling wohnte in Lübeck von 1402 bis 1404 am Schüsselbuden 4, dann in der Hüxstraße 52 und ab 1409 bis zur Ausweisung in der Königstraße 99.